# Motor de reluctancia variable
Se trata de un motor eléctrico del tipo paso a paso, cuyo funcionamiento se basa en la reluctancia variable, mediante un rotor dentado en hierro dulce, que tiende a alinearse con los polos bobinados del estator. Se pueden seguir pasos muy pequeños.
El rotor es de material magnético, pero no es un imán permanente, y presenta una forma dentada, con salientes. El estator consiste en una serie de piezas polares conectadas a 3 fases.
En todo momento, el rotor "buscará" alinearse de forma tal que minimice la reluctancia rotor-estator, circunstancia que se da cuando el espacio entre los polos del estator se encuentra ocupado por material del rotor, es decir, orientando los salientes o dientes hacia los polos energizados del estator.
Este tipo de motor puede diseñarse para funcionar con pasos más pequeños que los pasos de un motor paso a paso de imán permanente. Por otra parte, su rotor es de baja inercia, con lo que se mejora su respuesta dinámica, aunque tiene la desventaja de tener menor par motor que un motor eléctrico de imán permanente de similar tamaño.